# Mester de juglaría

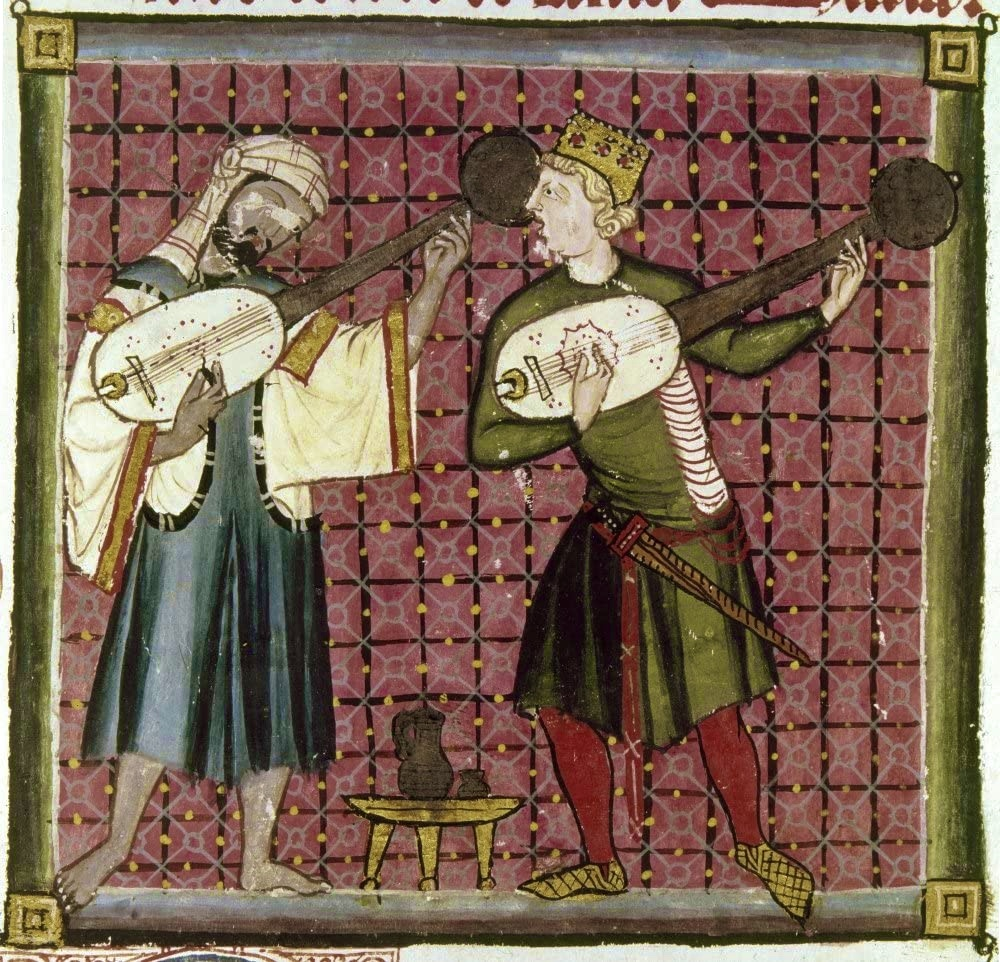
Miniatura de unos juglares en las Cantigas de Alfonso X de Castilla

Se llama Mester de Juglaría al conjunto de la poesía —épica o lírica— de carácter popular difundida durante la Edad Media por los juglares, que eran quienes las cantaban o recitaban para el recreo de nobles, reyes y público en general.
En castellano se menciona por primera vez la palabra juglar en 1116, época en que aparecen los juglares en León. Según Ramón Menéndez Pidal, en su estudio Poesía juglaresca y orígenes de las literaturas románicas (Madrid, 1957), la palabra juglar proviene del latín jocularis, joculator, que significa 'bromista u hombre de chanzas'. Por su parte, la palabra mester viene de la palabra menester, a su vez del vocablo latino ministerium, que significa ministerio y, a su vez, 'oficio'.
Había dos tipos: los juglares épicos: que recitaban poesía narrativa, y los juglares líricos, que se dedicaban a cultivar la poesía sentimental y a difundir composiciones poéticas como serranillas, coplas, poemas compuestos por trovadores etc. En la primera Edad Media (X,XI,XII y XIII) eran más numerosos los primeros; a partir de la segunda mitad del siglo XIII y en el XIV dominan más los líricos.
Según Menéndez Pidal existían distintas especializaciones en el oficio, cada una de ellas con su nombre: el remedador, que se dedicaba a imitar; el cazurro, el que ejercía artes plebeyas; el juglar de gesta, el goliardo, mezcla de estudiante y vagabundo, conocedor de instrumentos y compositor. La palabra incluye también el concepto de músico y sus tipos son muy diversos, desde el cantor de tabernas o el que adornaba con paños costosos subía a los palacios y acompañaba los viajes de los nobles hasta el que salmodiaba o histrionaba en las iglesias con toda suerte de instrumentos (la flauta, el salterio, el tambor, el albogón, la vihuela o el rabel). Aunque algunos componían sus propias letras, por lo general repetían textos ajenos. 
Los juglares eran unos personajes de humilde origen, cómicos ambulantes que se dedicaban, además, a ejercicios circenses, haciendo juegos malabares, actuando como volatines y saltimbanquis o como bufones que cuentan chistes o tañen instrumentos sencillos, o bailan y cantan representando piezas sencillas de mimo o títeres y, en lo que importa para la historia de la literatura, recitando versos que componían otros autores, llamados trovadores, bien en los lugares públicos (las plazas de los pueblos, sobre todo), bien en castillos de señores feudales por los cuales eran alojados; muchas veces se ayudaban con dibujos.
El verso juglaresco se caracterizaba por su anisosilabismo, es decir, era un verso irregular que oscilaba entre las diez y las dieciséis sílabas, con predominio de los versos de catorce o alejandrinos, y usaban como rima la asonante, que proporcionaba más libertad para improvisar y recordar fórmulas fraseológicas que, repetidas habitualmente, servían para rellenar versos mientras los juglares recordaban, como han mostrado los estudios sobre los juglares yugoeslavos. Este descuido diferenció a este mester de juglaría del llamado Mester de clerecía, caracterizado por lo opuesto; tal y como dice su texto fundador, el llamado Libro de Alexandre, «Mester traigo fermoso / non es de juglaría / mester es sin pecado, ca es de clerecía / fablar curso rimado / por la cuaderna vía / a sílabas contadas, ca es grant maestría»: palabras desdeñosas que indican a las claras el desprecio de los hombres cultos o clérigos por el estilo de esta literatura más popular, la del mester de juglaría.
El repertorio de los juglares solía estar formado por escenas selectas de gestas cuyo recitado era semirrepresentado ante el público, quien, al oírlas continuamente cada vez que iba a comprar a la plaza iba memorizando las que más le gustaban de forma que algunas todavía perviven en la tradición oral recordadas como romances integrando el llamado romancero viejo. Estos cantares de gesta estaban protagonizados por héroes y caballeros que realizaban hazañas legendarias y personificaban los valores más apreciados por la sociedad medieval. A veces también se adaptaban a las particularidades de cada lugar, introduciendo localismos y noticias. Muchos de los autores de las obras son anónimos, pues se trataba de largos cantos que iban cambiando a medida que se difundían. Los poemas también se denominan cantares de gesta y uno de los más famosos en España fue Cantar de mio Cid, o las versiones del Cantar de Roldán que triunfó en toda Europa.